# Hidetoshi Ōta
Hidetoshi Ōta (japanisch 太田 英利 Ōta Hidetoshi, * 25. September 1959) ist ein japanischer Herpetologe.

## Leben
Von Januar 1989 bis März 2009 arbeitete Ōta als Professor an der Universität Ryūkyū, wo er am Tropical Biosphere Research Center tätig war. Seit April 2009 hat er eine Professur am Institute of Natural and Environmental Sciences (INES) an der Präfekturuniversität Hyōgo. Er ist Mitglied des Exekutivrats der Herpetological Society of Japan.
Im Jahr 2000 gewann er den Förderpreis der Zoological Society of Japan (ZSJ) für seine Arbeit auf dem Gebiet der „Reptiliendiversität und Biogeographie tropischer und subtropischer Inseln in Ostasien und Westozeanien“.

## Erstbeschreibungen von Hidetoshi Ōta

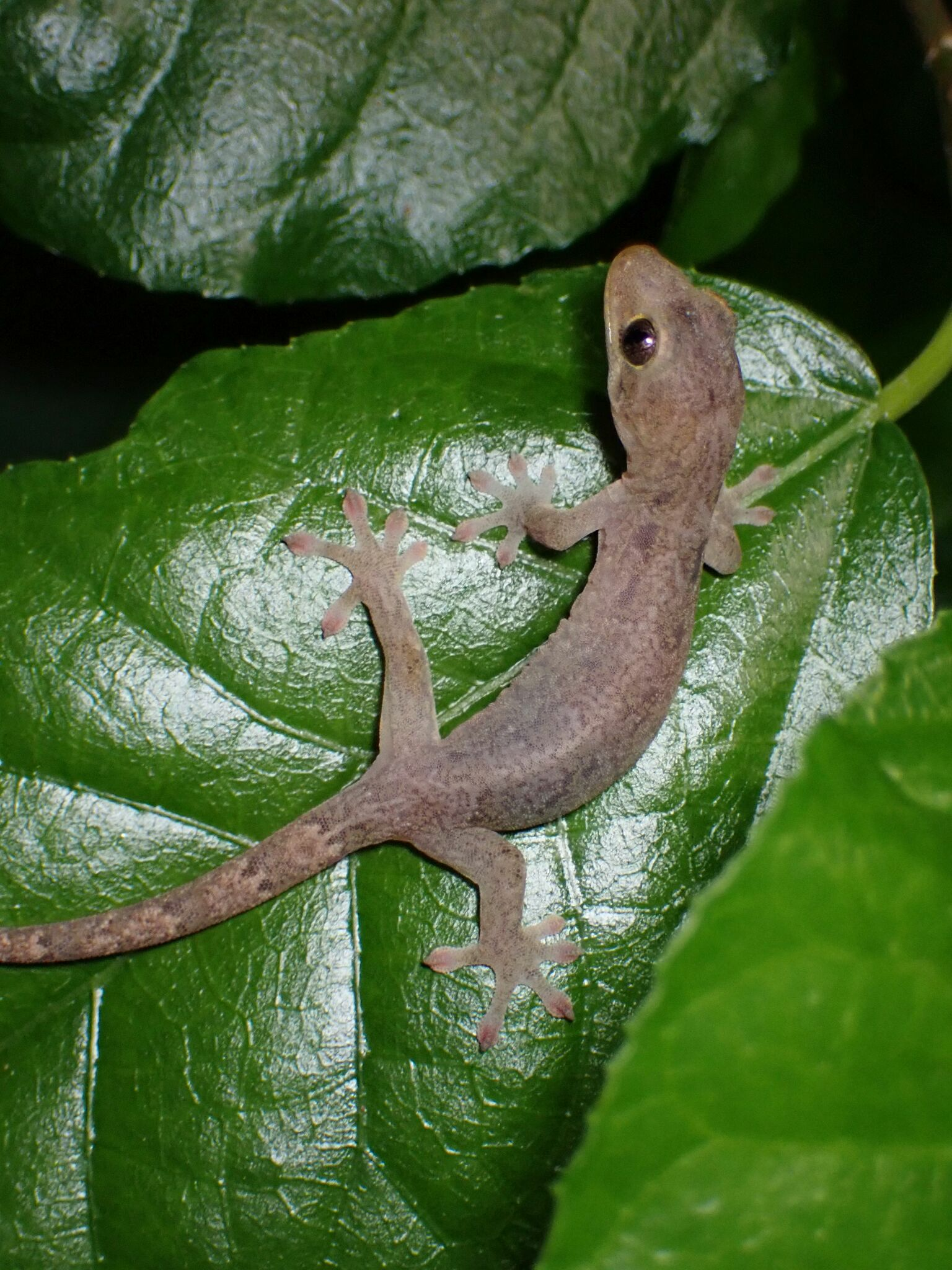
Lepidodactylus vanuatuensis ist eine der von Ōta erstbeschriebenen Arten. Sie ist in Vanuatu endemisch.

Ōta war an den Erstbeschreibungen von folgenden Arten und Unterarten beteiligt:
- Achalinus formosanus chigirai Ota & Toyama 1989
- Complicitus nigrigularis (Ota & Hikida, 1991)
- Cyrtodactylus hamidyi Riyanto, Fauzi, Sidik, Mumpuni, Irham, Kurniawan, Ota, Okamoto, Hikida & Grismer, 2021
- Dibamus kondaoensis Honda, Ota, Hikida & Darevsky, 2001
- Dibamus somsaki Honda, Nabhitabhata, Ota & Hikida, 1997
- Diploderma luei (Ota, Chen & Shang, 1998)
- Diploderma makii (Ota, 1989)
- Gekko iskandari (Brown, Supriatna & Ota, 2000)
- Gekko shibatai Toda, Sengoku, Hikida & Ota, 2008
- Gekko vertebralis Toda, Sengoku, Hikida & Ota, 2008
- Goniurosaurus sengokui Honda & Ota, 2017
- Goniurosaurus toyamai Grismer, Ota & Tanaka, 1994
- Hemidactylus stejnegeri Ota & Hikida, 1989
- Lepidodactylus balioburius Ota & Crombie, 1989
- Lepidodactylus paurolepis Ota, Fisher, Ineich & Case, 1995
- Lepidodactylus ranauensis Ota & Hikida, 1988
- Lepidodactylus vanuatuensis Ota, Fisher, Ineich, Case, Radtkey & Zug, 1998
- Lepidodactylus yami Ota, 1987
- Luperosaurus yasumai Ota, Sengoku & Hikida, 1996
- Lycodon alcalai Ota & Ross, 1994
- Lycodon bibonius Ota & Ross, 1994
- Lycodon chrysoprateros Ota & Ross, 1994
- Lycodon solivagus Ota & Ross, 1994
- Plestiodon takarai Kurita, Ota & Hikida, 2017
- Scincella dunan Koizumi, Ota & Hikida, 2022
- Takydromus toyamai Takeda & Ota, 1996
- Tropidophorus baconi Hikida, Riyanto & Ota, 2003
- Tropidophorus latiscutatus Hikida, Orlov, Nabhitabhata & Ota, 2002
- Tropidophorus matsuii Hikida, Orlov, Nabhitabhata & Ota, 2002
- Tropidophorus murphyi Hikida, Orlov, Nabhitabhata & Ota, 2002

## Dedikationsnamen
Nach Hidetoshi Ōta sind folgende Arten benannt:
- Cnemaspis otai Das & Bauer, 2000
- Cristidorsa otai (Mahony, 2009)
- Cyrtodactylus otai Nguyen, Le, Van Pham, Ngo, Hoang, The Pham & Ziegler, 2015